# Brezovo
Brezovo (in bulgaro Брезово?) è un comune bulgaro situato nella Regione di Plovdiv di 7 532 abitanti (dati 2009). La sede comunale è nella località omonima.

## Località
Il comune è formato dall'insieme delle seguenti località:
- Babek
- Borec
- Brezovo (sede comunale)
- Čehlare
- Čoba
- Drangovo
- Otec Kirilovo
- Pădarsko
- Rozovec
- Svežen
- Strelci
- Sărnegor
- Tjurkmen
- Vărben
- Zelenikovo
- Zlatosel